# Detlef Enge
Detlef Enge (* 12. April 1952 in Schwanebeck) ist ein ehemaliger deutscher Fußballspieler. In der höchsten Spielklasse des DDR-Fußballs, der Oberliga, spielte er für den 1. FC Magdeburg. Mit dem FCM wurde Enge dreimal DDR-Meister, einmal FDGB-Pokalsieger und gewann 1974 den Europapokal der Pokalsieger.

## Sportliche Laufbahn

### Gemeinschafts- und Clubstationen
Die Schulsportgemeinschaft in seinem Heimatort Schwanebeck, nordöstlich des Harzes, war 1961 Ausgangspunkt der Karriere von Enge. Der 1. FC Magdeburg sicherte sich im September 1967 das aufstrebende Talent. Nach Einsätzen in den Meisterschaftsspielen der Juniorenoberliga kam er mit erst 17 Jahren am 26. November 1969 im europäischen Pokalsiegerwettbewerb 1969/70 im Zweitrundenrückspiel zwischen Académica Coimbra und dem 1. FC Magdeburg (2:0) zu seinem ersten Pflichtspiel für die 1. Mannschaft im Männerbereich. Bis zu seinem ersten Einsatz in der DDR-Oberliga dauerte es noch neun Monate, ehe er am 22. August 1970 in der Begegnung 1. FC Magdeburg – FC Vorwärts Berlin (1:0) als rechter Verteidiger eingesetzt wurde. Mit 23 von 26 Punktspielen avancierte er in der Saison 1970/71 sofort zum Stammspieler.
Seinen ersten Titel im Männerbereich gewann er ein Jahr später mit der DDR-Meisterschaft. Mit 24 Punktspieleinsätzen hatte er maßgeblichen Anteil am ersten Titelgewinn der Magdeburger. Am 1. Mai 1973 stand Enge in Dessau mit dem 1. FC Magdeburg im Endspiel um den DDR-Fußballpokal, das seine Mannschaft mit 3:2, auch dank eines Tores von ihm, über den 1. FC Lokomotive Leipzig gewann.
Die Saison 1973/74 wurde das Jahr der Superlative für den inzwischen 22-Jährigen. Am 6. April 1974 machte der FCM mit einem 3:2-Sieg über den FC Vorwärts Frankfurt/Oder seine zweite DDR-Meisterschaft perfekt. Enge, der lange verletzt war, war mit 14 Spielen daran beteiligt. Am 8. Mai 1974 bestritt Enge sein bedeutendste Partie im FCM-Trikot. Er stand in Rotterdam mit dem 1. FC Magdeburg im Endspiel des Europapokals der Pokalsieger, das die Magdeburger mit 2:0 über den AC Mailand gewannen. Auf Auswahlebene wurde er mit der ostdeutschen U-23 in diesem Frühjahr Vizeeuropameister.
In der Spielzeit 1974/75 zeichnete sich bereits das Ende der Hochleistungskarriere von Detlef Enge ab. Zwar konnte der gelernte Maschinenbauer am Ende der Saison mit dem FCM seinen dritten Meistertitel feiern, doch bedingt durch langwierige Verletzungen war er nur in fünf Punktspielen der Hinrunde eingesetzt worden. Nachdem er 1975/76 überhaupt kein Oberligaspiel bestreiten konnte und 1976/77 nur einmal in der Oberliga eingesetzt wurde, beendete Enge nach Ablauf dieser Saison im Alter von 25 Jahren seine Laufbahn als Oberligaspieler. Während seines achtjährigen Engagement in der Oberligamannschaft des 1. FC Magdeburg hatte er 125 Pflichtspiele absolviert, 91 in der Oberliga, 20 im DDR-Pokalwettbewerb und 14 Spiele im Europapokal. Im Sommer 1977 schloss sich Enge der Ligaelf der Betriebssportgemeinschaft Chemie Schönebeck an, für die er 1977/78 in der ostdeutschen Zweitklassigkeit kickte.

### Auswahleinsätze
Der talentierte Abwehrspieler kam bereits mit 15 Jahren im November 1967 erstmals in der U-18-Nationalelf der DDR zum Einsatz. Hier zählte er schnell zu den Leistungsträgern und spielte mit seinen Teamkameraden an Europas Sitze mit, was 1970 im Gewinn des UEFA-Juniorenturniers gipfelte. Bereits 1968 und 1969 hatte Enge an dieser inoffiziellen Europameisterschaft der Altersklasse teilgenommen. Insgesamt bestritt der Magdeburger zwischen 1967 und 1970 35 Länderspiele für die DDR-Junioren.
Ihm gelang bereits im ersten Spieljahr im Männerbereich der Sprung in die ostdeutsche Nachwuchsauswahl. Von 1970 bis 1974 absolvierte Enge 17 Länderspiele in diesem Team. Bei der U-23-EM 1974 musste die DDR-Vertretung nur den Ungarn den Vortritt lassen und sicherte sich den 2. Platz im Wettbewerb, wobei Enge im Finalrückspiel auf dem Platz stand.

## Weiterer Werdegang
In einem Zeitungsinterview im Jahre 2009 berichtete sein ehemaliger Magdeburger Mannschaftskamerad Wolfgang Seguin, dass Enge seit 1980 keinen Kontakt mehr zum 1. FC Magdeburg hatte. Spätestens seit dem 12. November 2023 galt dies nicht mehr: An diesem Tag war er beim Zweitligaspiel des FCM gegen den F.C. Hansa Rostock  als Ehrengast zugegen. Darüber hinaus war er als sogenannter Spieltagspate eingeladen.